# وفاء غربال
وفاء غربال (مواليد 13 ديسمبر 1975) هي أكاديمية وكاتبة ومغنية وشاعرة غنائية  تحمل الجنسيتين  الفرنسية والتونسية.

## سيرة شخصية
تحصلت على الأستاذيّة في اللغة والأدب الفرنسي من كلية الآداب والعلوم الإنسانيّة بصفاقس سنة 1999 ثمّ انتقلت لمواصلة المرحلة الثالثة من تعليمعها العالي بفرنسا على إثر حصولها على منحة من قبل وزارة التعليم العالي والبحث العلمي بتونس. ناقشت أطروحة بعنوان «الشر في الأعمال الروائية لجورج باتاي» تحت إشراف الأستاذ هنري بيهار بجامعة السوربون الجديدة وتحصلت على الدكتوراه في الأدب الفرنسي الحديث سنة 2004.
نشرت العديد من المقالات العلمية حول الكاتبين جورج باتاي ومارغريت دوراس بالأساس.
```
"الياسمين الاسود" (Le Jasmin noir) هي أول رواية ناطقة بالفرنسيّة نشرتها وفاء غربال سنة 2016.
```

تحصلت هذه الرواية على جائزة الكومار الذهبي للإكتشاف سنة 2016 .
في عام 2017 ، نشرت الكاتبة "طانغو آلهة الكثبان" (Le Tango de la déesse des dunes)، وهو تكملة مستقلة لروايتها الأولى، وتحصّلت هذه الرواية على جائزة معرض تونس الدولي للكتاب بتونس (جائزة البشير خريّف) وجائزة مركز البحوث والدراسات والتوثيق والإعلام حول المرأة (جائزة زبيدة بشير للكريديف).
سنة 2018 ، ترأّست الروائية le Choix Goncourt de la Tunisie مع الأكاديمية فيرجيني ديبينت ثم في سنة 2019 ، قامت بنشر ترجمتها الخاصة لروايتها "الياسمين الاسود" ألى اللغة العربية. سنة 2022، ترجمت نفس الرواية آلى اللأنجليزية ونشرت في الولايات المتحدة الأمريكية، ثم ألى الرومانية سنة 2023 ونشرت برومانيا.
في عام 2020 ، شاركت في العديد من لجان التحكيم الأدبية والفنيّة الأخرى في تونس، كجائزة القلم الفرانكوفونيPrix de la plume francophone، وجائزة معرض تونس الوطني للكتاب وجائزة مهرجان أيّام قرطاج السينمائيّة. فس سنة 2022، عُيّنت وفاء غربال رئيسة اللجنة الإستشاريّة المكلّفة بدراسة الملفّات المترشّحة لنيل الإبداع الأدبي والفنّي حسب قرار من وزارة الشؤون الثّقافيّة التّونسيّة. وفي نفس السّنة أصبحت عضوة من أعضاء برلمان الكاتبات الفرنكوفونيّات.
في نفس الوقت تغني وفاء غربال وتصمم مشاريع موسيقية. تعاونت في البداية مع عازف البيانو اللبناني-الفرنسي إيلي معلوف وصمّمت معه عرض "فيروزيّات" أعادت فيه آداء روائع فيروز، ثم مع الجازمان الفرنسي إدوارد بينو الذي قدمت معه مشروع "جاز شرقي" يتمثّل في آداء أغاني الجاز الأماريكية القديمة باللغة العربية بعد ترجمتها أو تكييفها من قبل وفاء غربال بنفسها. كما شاركت بصوتها في الموسيقى التصويريّة و في جينيريك فيلم "سفرة يا محلاها" للمخرج خالد غربال، على ألحان الجازمان الفرنسي ميديريك كولينيون، سنة 2008.
في تونس، التقت بمهدي الطرابلسي، عازف البيانو الكلاسيكي، وأنجزت معه عرضا سمّته "خيوط" (Mes tissages) أدت فيه أغان لكبار الأغنية الفرنسية (جاك بريل، إديث بياف، ليو فيريه، باربرا، تشارلز أزنافور، إلخ) مترجمة ألى اللغة العربية (الفصحى أو العامية).
كما تتعامل وفاء غربال مع الملحن الفنان هشام الكتاري منذ سنة 2020 حيث صمّمت معه عرض "قصائد" الذي يحتوي على قصائد لشعراء عرب معاصرين قامت الفنانة بتلحينها بنفسها بالأشتراك مع الملحّن المذكور، وعرض "حنين" حول قصائد للشاعرة زبيدة بشير. يصاحبها هشام الكتاري أيضا على العود في حفلات توقيع رواياتها، كما انظمّ أخيرا لعرض "خيوط" (Mes tissages) مع  الثنائي مهدي الطرابلسي (بيانو) و وفاء غربال (آداء وكلمات).